# Eurockéennes
Eurockéennes de Belfort este unul dintre cele mai mari festivale de muzică rock care are loc anual în Franța. Cea mai recentă ediție a festivalului a avut loc între 4 și 7 iulie 2008.